# Dakota Blue Richards
Dakota Blue Richards (Chelsea, Londres; 11 de abril de 1994) es una actriz británica. Es conocida por su papel protagónico de Lyra Belacqua en la película La brújula dorada.

## Trayectoria profesional
Saltó a la fama por su papel protagonista de Lyra Belacqua en la superproducción La brújula dorada (2007).

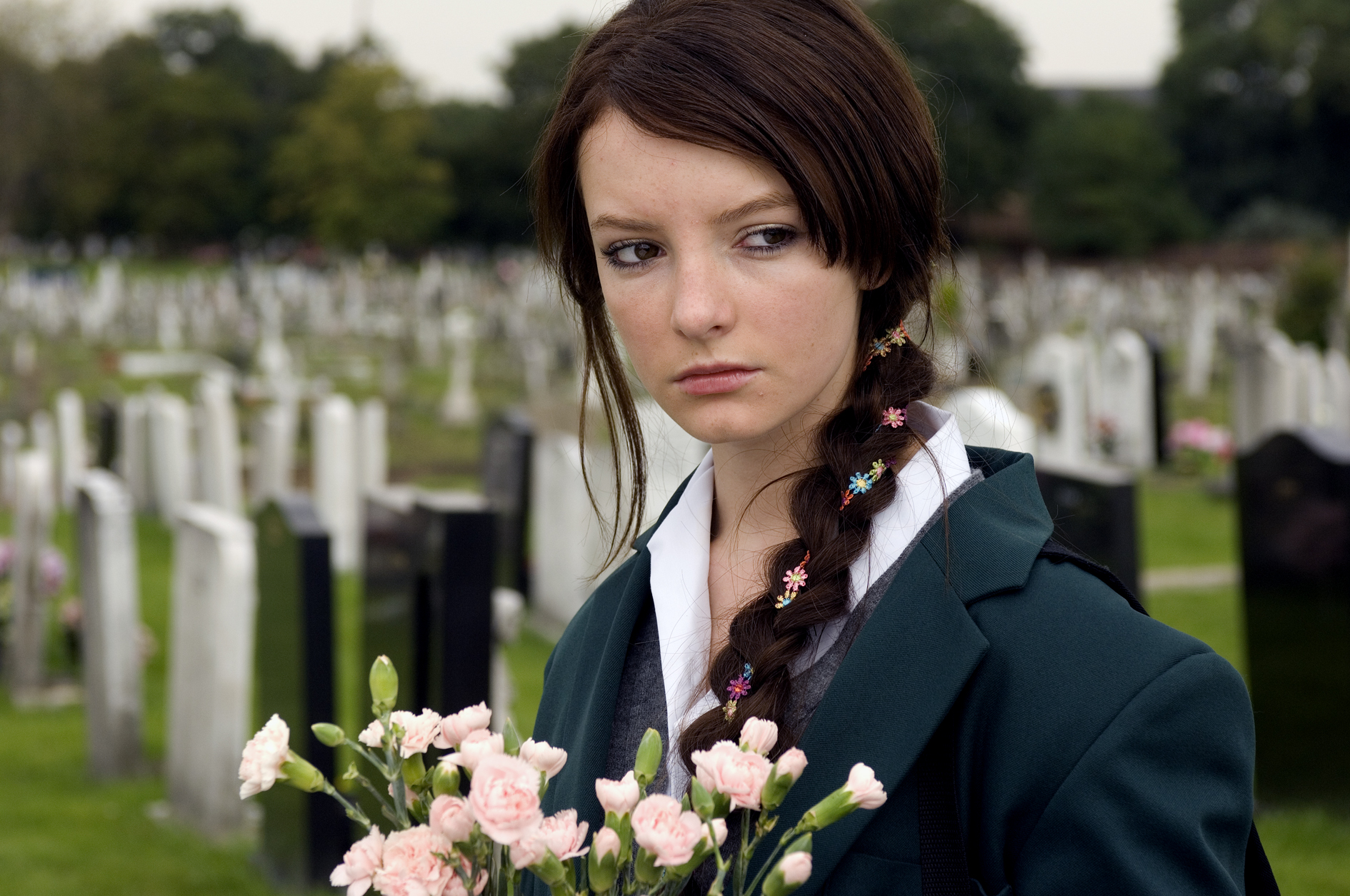
Dakota Blue Richards en Dustbin Baby.

Tras su actuación aclamada en la La brújula dorada, fue elegida como protagonista de otras dos películas, Dustbin Baby (2008), una película para televisión y El secreto de la última luna, estrenada en febrero de 2009. Entre 2011 y 2012 intervino en la quinta y la sexta temporada de la serie inglesa para adolescentes titulada Skins, interpretando a Franky Fitzgerald.

## Filmografía

### Cine
| Año  | Título original        | Título en español            | Personaje          | Notas        |
| ---- | ---------------------- | ---------------------------- | ------------------ | ------------ |
| 2007 | The Golden Compass     | La brújula dorada            | Lyra Belacqua      |              |
| 2008 | The Secret of Moonacre | El secreto de la última luna | Maria Merryweather |              |
| 2009 | Five Miles Out         | —                            | Cassey             | Cortometraje |
| 2010 | Rain                   | —                            | Heidi              | Cortometraje |
| 2014 | The Fold               | —                            | Eloise Ashton      |              |
| 2014 | The Quiet Hour         | —                            | Sarah              |              |
| 2014 | Girl Power             | —                            | Cass               | Cortometraje |
| 2016 | Chick Lit              | —                            | Zoe                |              |

### Televisión
| Año       | Título        | Personaje                               | Notas                         |
| --------- | ------------- | --------------------------------------- | ----------------------------- |
| 2008      | Dustbin Baby  | April Johnson                           | Película para televisión      |
| 2011-2012 | Skins         | Franky Fitzgerald                       | 16 episodios, 5 - 6 temporada |
| 2013      | Lightfields   | Eve                                     | 5 episodios                   |
| 2016-2018 | Endeavour     | Woman Police Constable Shirley Trewlove | 13 episodios                  |
| 2019      | Beecham House | Margaret Osborne                        | 6 episodios                   |

## Obras de teatro
| Año  | Título  | Personaje | Teatro                  |
| ---- | ------- | --------- | ----------------------- |
| 2015 | Arcadia | Thomasina | English Touring Theatre |

## Premios y nominaciones
| Año  | Título             | Premio                         | Categoría                                   | Resultado |
| ---- | ------------------ | ------------------------------ | ------------------------------------------- | --------- |
| 2008 | The Golden Compass | Saturn Award                   | Mejor actuación y joven actriz              | Nominada  |
| 2008 | The Golden Compass | Critics Choice Award           | Mejor actriz juvenil                        | Nominada  |
| 2008 | The Golden Compass | ALFS Award                     | Difusión británica en actuación             | Nominada  |
| 2008 | The Golden Compass | National Movie Award           | Mejor actuación femenina                    | Nominada  |
| 2008 | The Golden Compass | Young Artist Award             | Mejor actuación en film y liderazgo juvenil | Nominada  |
| 2011 | Skins              | TVChoice Awards                | Mejor actuación                             | Nominada  |
| 2011 | Skins              | Royal Television Society (RTS) | Mejor actuación                             | Nominada  |